# جون أونيل (رسام)
جون أونيل (بالإنجليزية: John O'Neil)‏ هو رسام أمريكي، ولد في 1915، وتوفي في 2004.